# 大久保忠舊
大久保 忠舊（おおくぼ ただふる、? - 正保3年10月25日（1646年12月2日））は、江戸時代前期の武将、紀州徳川家家臣。大久保忠為の四男。忠旧とも書く。通称、八郎五郎。兄弟姉妹に大久保長安室（長女）、大久保忠知（次男）、大久保忠貞 （豊前守）ら。
大坂の陣で石川忠総隊に父とともに属し、戦功を挙げる。その後、紀州徳川家の徳川頼宣の家臣となる。男子なく、娘婿の紀州藩士加納平右衛門久利の子大久保忠直が家督を継ぐ。忠直の娘須磨の方（深徳院）が将軍徳川吉宗の側室となり、9代将軍となる徳川家重を産む。